# 點指兵兵
《點指兵兵》（英語：Cops and Robbers），是1979年上映的一部香港電影，是香港新浪潮的代表作之一，由章國明執導，關維鵬（藝名泰迪羅賓）監製，陳欣健、何家駒策劃，王鍾、金興賢、張國強及劉詩棣領銜主演。當年上映時票房收入超過400萬港元。
主題曲《點指兵兵》由泰迪羅賓所唱。

## 故事簡介
該電影為章國明首部執導之作品，故事講述阿標因先天視力問題，投考警隊失敗而對警隊懷恨在心。其後阿標夥同伴聯手行劫銀行，行動中擊斃一警員洩忿。沙展陳立基（王鍾 飾）與周幫辦（金興賢 飾）著手追查，搗破賊巢，可惜被阿標逃脫。阿基兒手其後被阿標擄走，阿基獨自營救兒子，卻遭阿標槍殺。阿標再圖襲擊周幫辦女友，於其工作服裝店將周幫辦槍傷。最後阿標把新警員阿榮（張國強 飾）迫至一大廈，阿榮危急中用壘球棒將阿標擊殺。

## 角色
- 王　鍾 飾 陳立基
- 金興賢 飾 周幫辦
- 張國強 飾 阿榮
- 劉詩棣 飾 珍妮
- 張家偉 飾 牛仔
- 陳欣健 飾 彭警司
- 泰迪羅賓 飾 尊尼
- 司徒敬全
- 梁少狄
- 陳美璇
- 陳國新
- 麥浩文
- 關偉
- 陳植槐 飾 阿波
- 許炳森 飾 阿標
- 陸應康
- 田自義
- 梁克信 飾 警校檢身官

## 外部連結
- 香港影庫上《點指兵兵》的資料（繁體中文）
- 互联网电影数据库（IMDb）上《點指兵兵》的资料（英文）
- 豆瓣电影上《點指兵兵》的資料 （简体中文）